# Hugo Schlösser

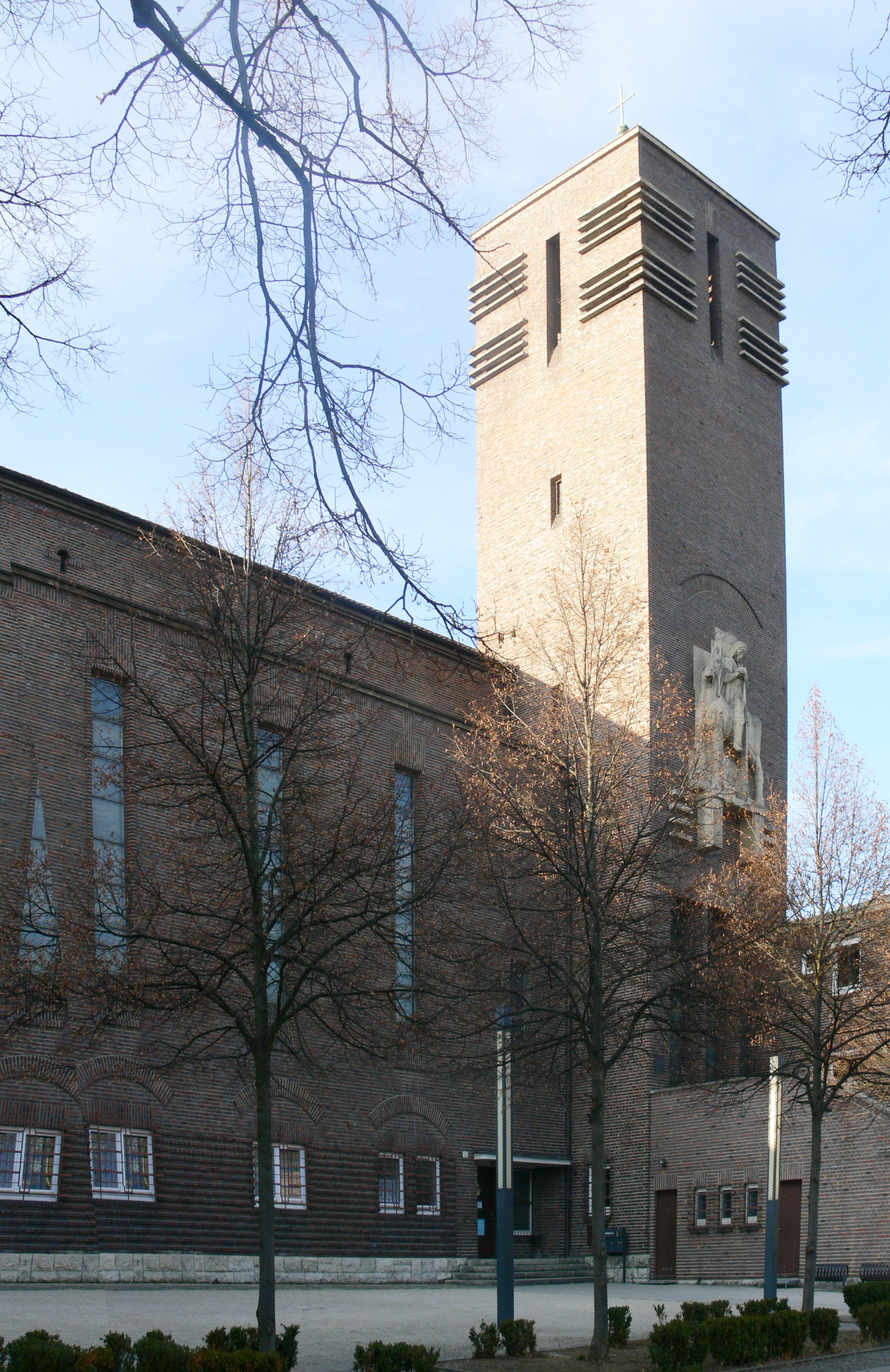
Pfarrkirche St. Georg, Stuttgart-Nord, erbaut 1929–1930

Hugo Schlösser (* 30. Mai 1874 in Ratingen; † 19. Juni 1967 in Stuttgart) war ein deutscher Architekt.

## Leben
Hugo Schlösser entstammte einer Architektenfamilie, sein Vater Johannes Schlösser war Baumeister. Er hatte mit seiner aus Stuttgart stammenden Frau Marie geb. Lancet-Reinhardt einen Sohn, Gerhart (* 1908), der als promovierter Jurist Generalsekretär des Europarats in Straßburg war.
Zunächst war Schlösser in Düsseldorf und München tätig. Seine Münchner Zeit war geprägt durch die praktische Arbeit bei dem renommierten Münchner Architekten Max Littmann. Danach studierte er an der Technischen Hochschule Stuttgart und wurde Mitglied des Corps Teutonia Stuttgart. 1903 wurde er nach bestandenem 2. Staatsexamen zum Regierungsbaumeister (Assessor in der öffentlichen Bauverwaltung) ernannt und arbeitete in Architekturbüros in Frankfurt am Main und München.
1906 eröffnete er in Stuttgart ein eigenes Büro und assoziierte sich 1908 mit einem weiteren, erfolgreichen Architekten, Johann Weirether. In die umfangreiche Schaffenszeit der beiden fiel zwischen 1910 und 1913 der Bau der Villa Reitzenstein in Stuttgart, heute Amtssitz des Staatsministeriums Baden-Württemberg und des amtierenden Ministerpräsidenten. Mit seinem ersten Kirchbau wurde Schlösser am 2. Dezember 1910 von der römisch-katholischen Kirchengemeinde in Aalen beauftragt. Er plante und baute die Salvatorkirche im Neorenaissance-Stil, die am 10. November 1913 von Bischof Keppler eingeweiht wurde. Ebenso erbauten sie 1921 für Max Levi, den Miteigentümer der überregional bekannten Schuhfabrik Salamander (Kornwestheim), die Villa Levi, ein Wohnhaus im Stuttgarter Norden. 1923 baute Schlösser für Carl Emanuel Knorr, Vorstand des Nahrungsmittelunternehmens Knorr, eine Villa im Heilbronner Osten. Neben weiteren Villen in begünstigten Hanglagen der Stadt Stuttgart baute Schlösser zusammen mit Weirether beispielsweise auch die Bergkirche in Stuttgart-Degerloch (St. Mariä Himmelfahrt, 1927) und die St.-Clemens-Kirche in Stuttgart-Botnang (1933). Außerdem baute Hugo Schlösser die Marienkirche in Heidenheim, die 1932 eingeweiht wurde. Ohne Partner plante und leitete Schlösser 1930–1931 den Anbau der Kapelle für das Madonnenbild Matthias Grünewalds an die Pfarrkirche Mariä Krönung in Stuppach. Zum Auftrag gehörte auch die Schaffung eines steinernen Altars mit einer Diebstahlsicherung für das wertvolle Tafelbild. In Liebenau, einem Ortsteil von Meckenbeuren, entwarf er für die dortige Heil- und Pflegeanstalt die 1933–1934 errichtete Kirche St. Maria, die über eine markante Doppelspitze auf dem Turm verfügt. Die katholische Kirche St. Theresia vom Kinde Jesu in Trossingen entstand von 1933 bis 1935 ebenfalls nach seinen Plänen. Auch leitete er den Umbau der Eberhardskirche, der katholischen Stadtkirche in Stuttgart, sowie deren Wiederaufbau nach dem Zweiten Weltkrieg. 1955 wurde Schlösser der Titel Professor verliehen.

## Stil

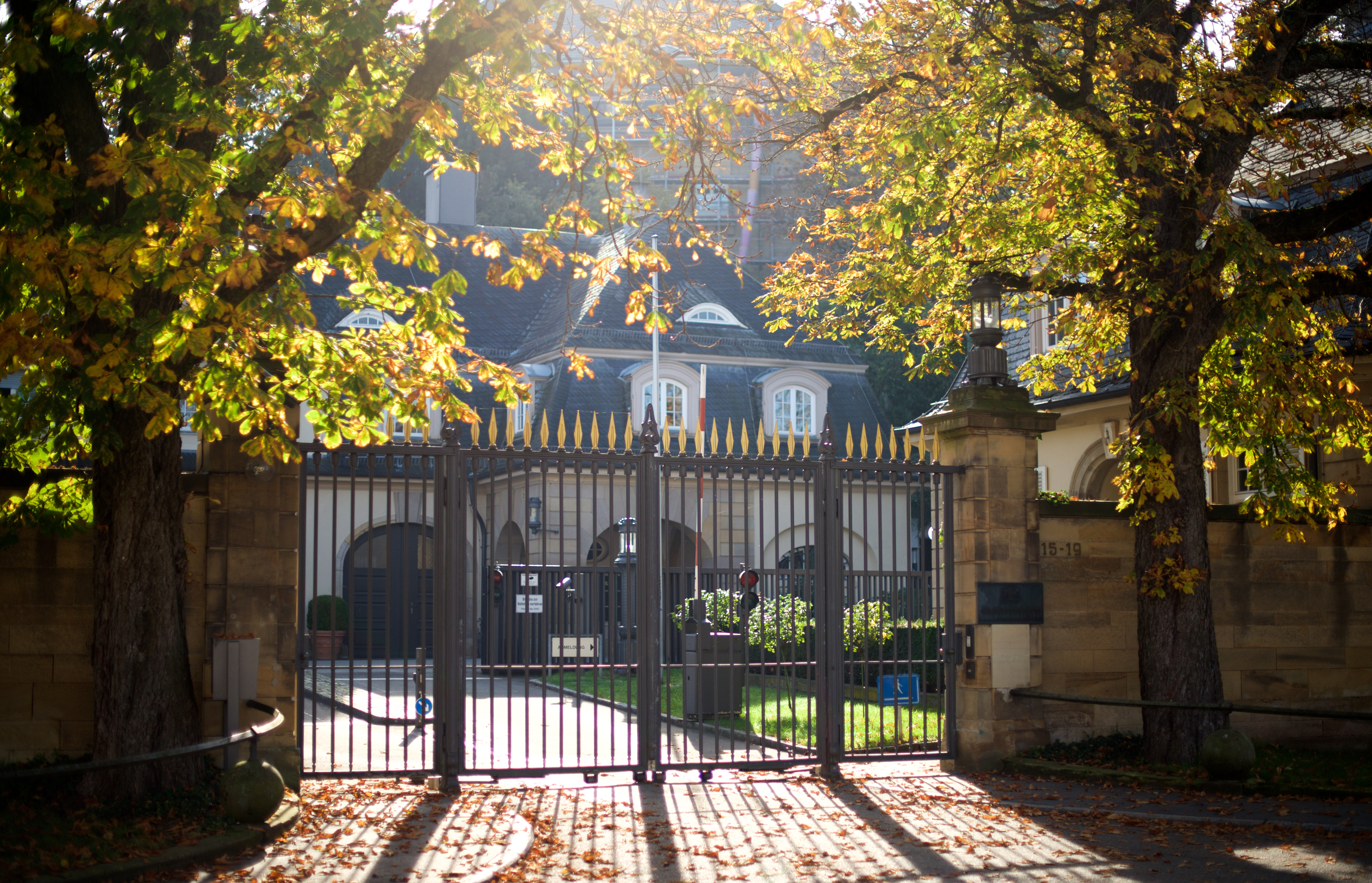
Tor der Villa Reitzenstein

Die Fassadem seiner Bauten weisen häufig regionale Materialien auf, wie durch Zuschläge eingefärbten Kalkputz, Betonwerkstein, Maulbronner Sandstein, Cannstatter Travertin, Klinker, Kupferblech und Fichtenholz.

## Bauten und Entwürfe (Auswahl)

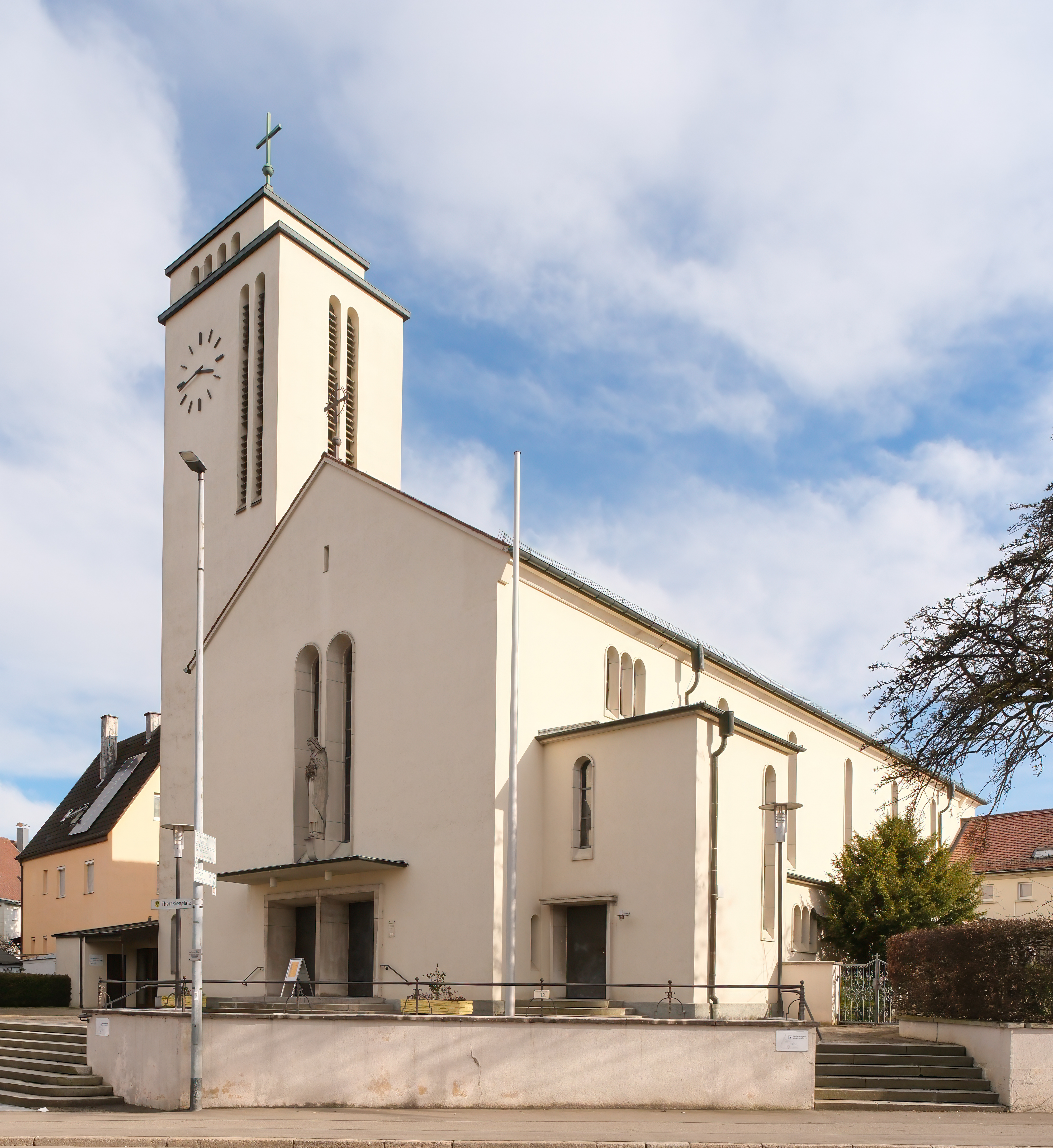
St. Theresia vom Kinde Jesu, Trossingen

- 1910–1913: Villa Reitzenstein in Stuttgart (mit Johann Weirether)
- 1910–1913: Salvatorkirche in Aalen
- 1921: Villa Levi in Stuttgart (mit Johann Weirether)
- 1922: Villa Hasenkampin Stuttgart, heute Logenhaus der Freimaurerloge „Zu den 3 Cedern“  (mit Johann Weirether; unter Denkmalschutz[17])
- 1923: Villa Knorr in Heilbronn
- 1927: Kirche Mariä Himmelfahrt in Stuttgart-Degerloch (mit Johann Weirether)
- kurz vor 1929: Haus Schlösser in Stuttgart (mit Johann Weirether)[18]
- kurz vor 1929: Haus für Robert Kröner in Stuttgart (mit Johann Weirether)[18]
- 1929–1930: katholische Pfarrkirche St. Georg in Stuttgart
- 1930–1931: Kapelle für das Madonnenbild Matthias Grünewalds an der Pfarrkirche Mariä Krönung in Stuppach
- 1933: katholische Kirche St. Clemens in Stuttgart-Botnang (mit Johann Weirether)
- 1933–1934: katholische Kirche St. Maria der Heil- und Pflegeanstalt Meckenbeuren
- 1933–1935: katholische Kirche St. Theresia vom Kinde Jesu in Trossingen
- 1930er Jahre?: Umbau der Eberhardskirche in Stuttgart
- nach 1945: Wiederaufbau der Eberhardskirche in Stuttgart
- 1948–1949: Wiederaufbau der Kirche St. Maria in Stuttgart